# Veronique Branquinho
 Veronique Branquinho  (* 6. Juni 1973 in Vilvoorde, Region Flandern, Belgien) ist eine belgische Modedesignerin. 

## Leben
Branquinho studierte von 1991 bis 1995 an der Königlichen Akademie der Schönen Künste in Antwerpen und schloss ihr Studium mit dem Master in Fashion Design ab. Von 1995 bis 2000 war sie mit dem belgischen Modedesigner Raf Simons liiert.  1997 präsentierte sie in Paris ihre erste Damenkollektion. In der folgenden Saison zeigte sie ihre erste Show. 1999 entwarf sie die Damenkollektionen für die italienische Ledermarke Ruffo Research, 2003 entwarf sie ihre Herrenkollektion und eröffnete ihr eigenes Geschäft im Zentrum von Antwerpen. Nach ihrer Ausstellung im Antwerpener Modemuseum anlässlich des zehnjährigen Bestehens des Designerlabels Veronique Branquinho, kuratierte sie 2008 ein Modejournal. Von 2005 bis 2009 wurde ihr an der Universität für angewandte Kunst in Wien die Leitung der sogenannten Modeklasse als Professor auf Zeit übertragen. Von 2009 bis 2011 übernahm sie die künstlerische Leitung der belgischen Luxuslederwarenmarke Delvaux. 2012 feierte sie ihr Comeback mit einer neuen Konfektionskollektion des italienischen Bekleidungsunternehmens Gibò Co., welches auch Kollektionen von Michael Kors, John Galliano und Jil Sander herstellt.

## Ehrungen (Auswahl)
- 1998: VH1 Fashion Awards „Bester neuer Designer“, New York
- 2000: Moet Fashion Award, Flanders Fashion Institute

## Ausstellungen (Auswahl)
- 1998: Biennale Della Moda, Florenz
- 1999: Ausstellung in „Colette“, Paris
- 2000: Teil einer belgischen Handelsmission in Seoul
- 2001: Flämische Mode, Fashion Institute of Technology, New York

### Publikationen
- Debo, Kaat:  Veronique Branquinho: Moi, Veronique Branquhino (TouTe Nue). MoMu, Mai 2008
- Branquhino, Veronique:  A Magazine: No 6, Flanders Fashion Institute, Oktober 2007